# Puig de Roma
El Puig de Roma és una muntanya de 1.081 metres que es troba al municipi de Tavertet, a la comarca d'Osona.